# Red de Televisión de la Universidad de Chile
Red de Televisión Universitaria S.A. (más conocida por su acrónimo RTU) es una empresa chilena, concesionaria nacional de la frecuencia donde actualmente transmite el canal de televisión abierta Chilevisión.

## Historia
Red de Televisión Universitaria S.A. fue una sociedad que constituyó en 1993 la Universidad de Chile, bajo el mandato del rector Jaime Lavados, para administrar su Corporación de Televisión. 
RTU administra las concesiones televisivas sobre las cuales hoy emite Chilevisión en Santiago y otras 27 localidades del país (Valparaíso, San Antonio, Rancagua, San Fernando, Talca, Chillán, Concepción, Temuco, Valdivia, Osorno, Puerto Montt, Arica, Iquique, Antofagasta, El Salvador, Chuquicamata, Copiapó, Vallenar, La Serena, Ovalle, Illapel, Los Vilos, San Felipe y Los Andes, Ancud, Castro, Coyhaique y Punta Arenas). Originalmente, la Universidad también cedió a RTU la propiedad completa de las instalaciones del canal, ubicadas entonces en Inés Matte Urrejola 0825, Providencia.

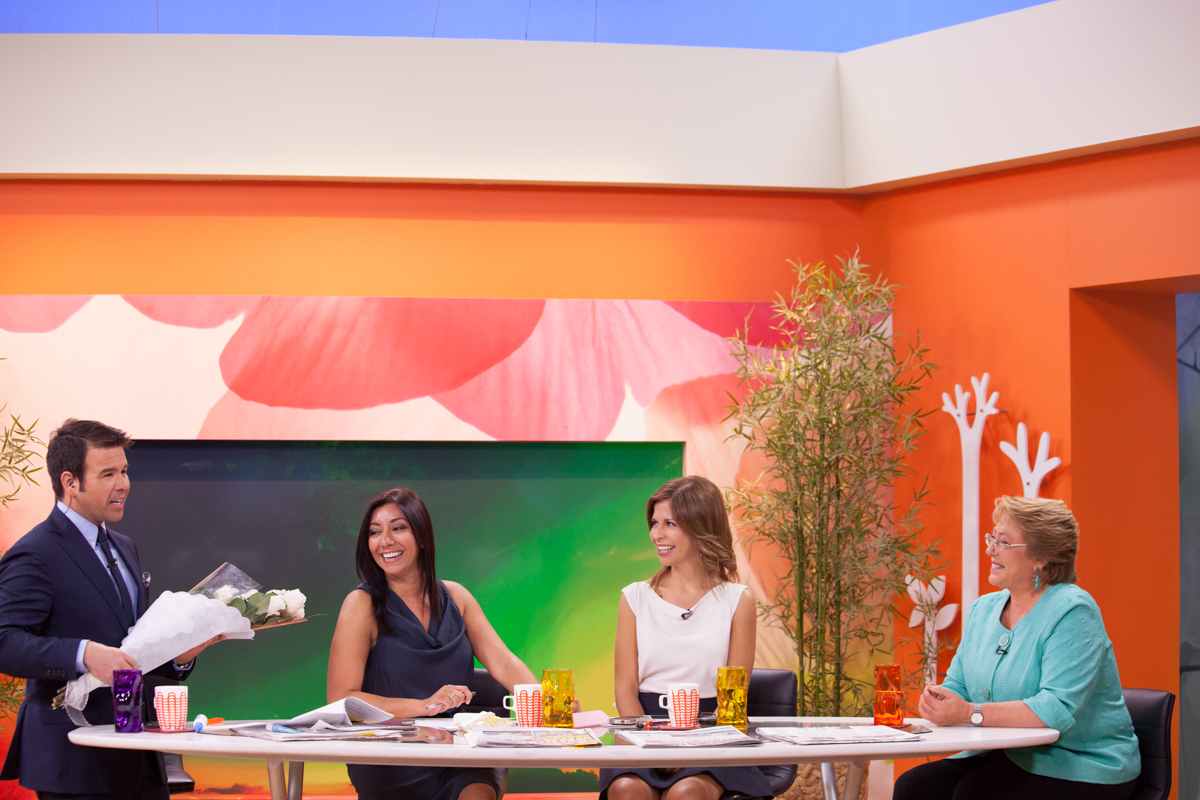
Actualmente, el canal Chilevisión hace uso de la señal de RTU. En la imagen, Michelle Bachelet visitando los estudios de La mañana de Chilevisión en noviembre de 2013.

El 30 de septiembre de 1993, RTU es vendida por la Universidad al conglomerado venezolano Organización Cisneros, que cambió la razón social de la empresa a Chilevisión S.A. En octubre de 2004, la propiedad de Chilevisión pasó a manos de Bancard, y en 2010 al conglomerado de medios de comunicación norteamericano WarnerMedia.
A pesar de esto, la Universidad de Chile continúa siendo la propietaria de las concesiones televisivas, ya que estas fueron cedidas en usufructo a Chilevisión por un plazo de 25 años renovables automáticamente por otro período idéntico. A mediados de 2018, al término del primer período de 25 años, la casa de estudios solicitó al CNTV extender la concesión de sus frecuencias VHF para transmisiones analógicas por el plazo necesario para completar el proceso de migración a la televisión digital terrestre, de acuerdo a la preceptiva transitoria de la Ley N° 20.750.
El 30 de diciembre de 2020 se iniciaron las emisiones en marcha blanca de UChile TV, la nueva señal televisiva de la Universidad de Chile, que se transmite en acuerdo con Chilevisión a través de las señales digitales secundarias de las frecuencias administradas por RTU desde Arica a Punta Arenas.

## Frecuencias
Algunas de las frecuencias pertenecientes a la Universidad de Chile son:
- Canal 11 (Gran Santiago)
- Canal 9 (Arica)
- Canal 4 (Iquique-Alto Hospicio)
- Canal 2 (Calama)
- Canal 7 (Antofagasta)
- Canal 5 (El Salvador)
- Canal 2 (Copiapó)
- Canal 5 (Vallenar)
- Canal 2 (La Serena-Coquimbo)
- Canal 8 (Ovalle)
- Canal 5 (Illapel)
- Canal 6 (Los Vilos)
- Canal 6 (San Felipe-Los Andes)
- Canal 10 (Gran Valparaíso-Quillota)
- Canal 8 (San Antonio)
- Canal 10 (Rancagua)
- Canal 7 (San Fernando-Curicó)
- Canal 4 (Talca-Linares)
- Canal 11 (Chillán-Los Ángeles)
- Canal 7 (Gran Concepción)
- Canal 11 (Temuco)
- Canal 10 (Valdivia)
- Canal 7 (Osorno)
- Canal 10 (Puerto Montt)
- Canal 11 (Ancud)
- Canal 4 (Castro)
- Canal 12 (Coyhaique)
- Canal 7 (Punta Arenas)